# انتقال رسوب ساحلی

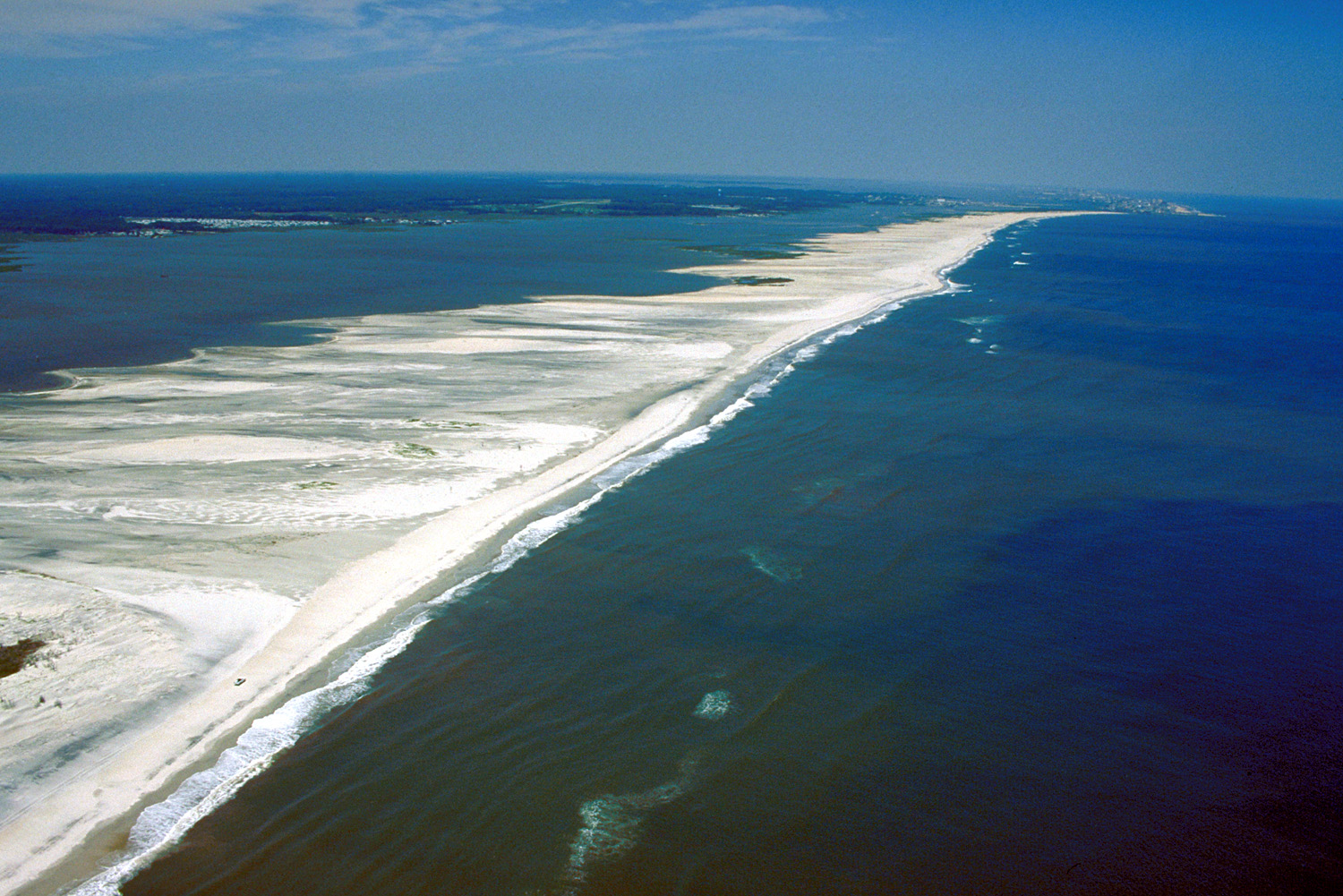
ساحل رسوبی

انتقال رسوب ساحلی فرایندی است که در بخش‌های کم‌عمق دریاها در نزدیک سواحل رخ می‌دهد. شکست موج در نزدیکی ساحل باعث تلاطم آب و برداشته‌شدن رسوبات از بستر می‌شود. جریان‌های موازی ساحل و عمود بر ساحل، این رسوبات را حمل می‌کنند و باعث تغییر شکل خط ساحلی می‌شوند.
انتقال رسوب ساحلی شامل دو پدیدهٔ انتقال رسوب عمود بر ساحل (که باعث تغییر شکل نیمرخ بستر می‌شود) و انتقال رسوب موازی ساحل (که باعث تغییر شکل تدریجی خط ساحلی می‌شود) است.